# Pacificana
Pacificana cockayni es una especie de araña araneomorfa de la familia Miturgidae. Es el único miembro del género monotípico Pacificana. Es originaria de Nueva Zelanda.